# Kōji Yamamuro
Kōji Yamamuro (山室光史, Yamamuro Kōji), né le 17 janvier 1989 à Koga, est un gymnaste artistique japonais.

## Carrière
Kōji Yamamuro remporte aux Jeux olympiques d'été de 2012 à Londres, la médaille d'argent du concours général par équipes avec Ryōhei Katō, Kazuhito Tanaka, Kōhei Uchimura et Yūsuke Tanaka.
Lors des Jeux olympiques de 2016, avec l'équipe du Japon, composée également de Kōhei Uchimura, de Ryōhei Katō, de Yūsuke Tanaka et de Kenzō Shirai, il remporte le titre avec 274,094 points.

## Palmarès

### Jeux olympiques
- Londres 2012
  -  médaille d'argent au concours général par équipes.
- Rio 2016
  -  médaille d'or au concours général par équipes.

### Championnats du monde
- Tokyo 2011
  -  médaille d'argent au concours général par équipes.
  -  médaille de bronze au concours général individuel.
  -  médaille de bronze aux anneaux.
- Rotterdam 2010
  -  médaille d'argent au concours général par équipes.
  - 4e aux anneaux.